# Sierras Subbéticas

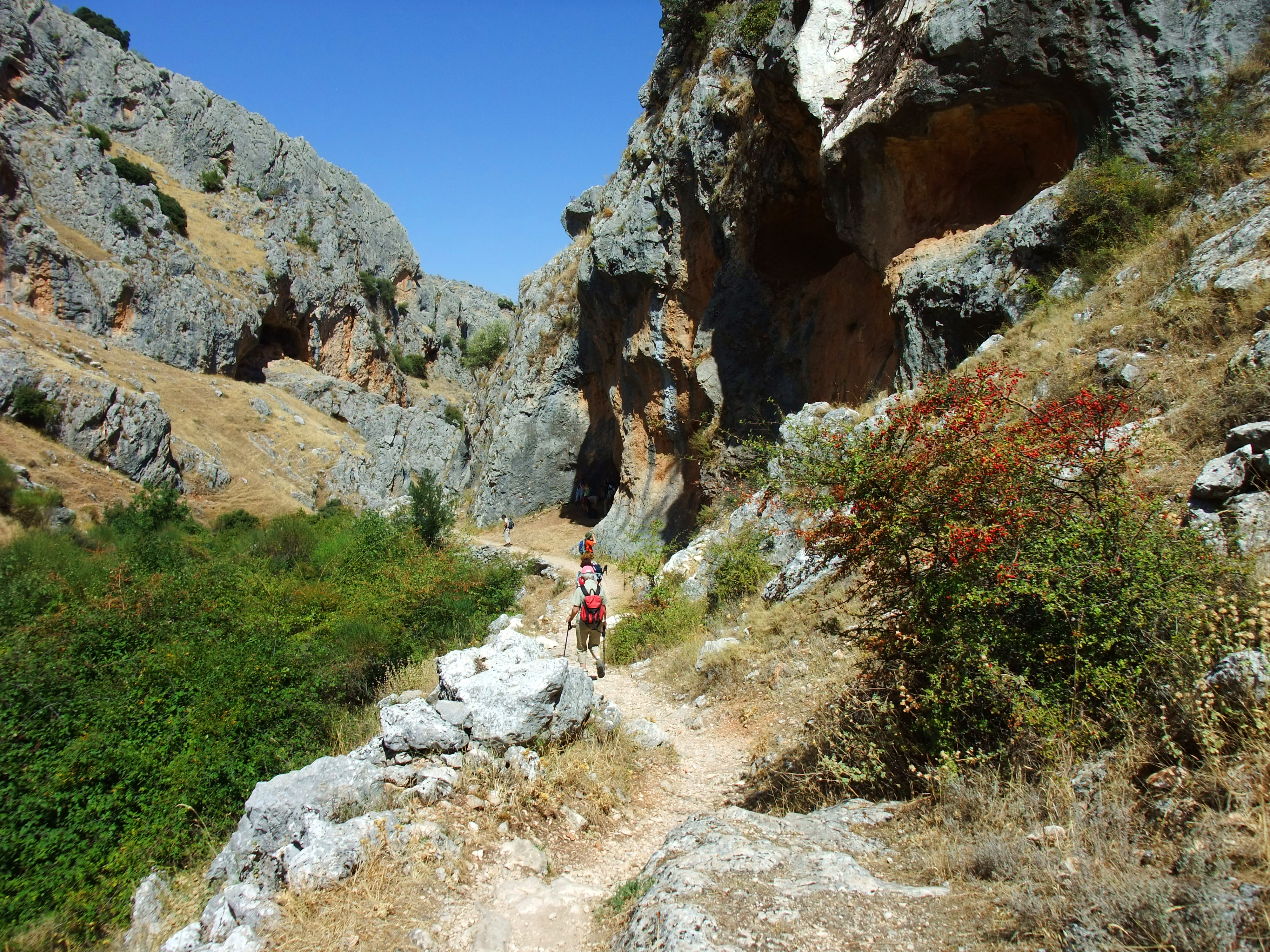
Zuheros (Córdoba, España)

Las sierras Subbéticas están formadas por un conjunto de sierras y valles pertenecientes a la cordillera Subbética que ocupan el sur de la provincia de Córdoba (España), dando nombre a la comarca "Subbética" y extendiéndose por la parte suroccidental de la provincia de Jaén. En su interior se encuentra el parque natural de las Sierras Subbéticas.

## Relieve
Las sierras subbéticas están situadas entre la depresión del Guadalquivir y la cordillera Penibética, que discurre más al Sur. Poseen un relieve compacto, con amplias y extensas altiplanicies, intercaladas por algunas depresiones sedimentarias. Predominan los macizos abruptos e independientes. Nos encontramos con:
- Un espolón montañoso divisorio, de orientación S.E.-N.O., formado por:[1]
  - Macizo de Cabra: Destacan algunas sierras y cerros, de formas redondeadas como:
    - Sierras: de la Cabrera, de Gaena, de Cabra, de La Lastra (1242 m), de Zuheros y Luque y Sierra Alcaide (1000 m).
    - Cerros y picos: Lobatejo (1380 m), El Picacho (1217 m), y la formación de Los Lanchares.

  - Pasillo de Carcabuey: Formado por estribaciones de menor importancia, las sierras Gallinera (1090 m) y de los Pollos (1080 m) separadas por pasos montañosos (puerto Escaño).
  - Grandes formaciones al centro y sur: la sierras de la Horconera con los picos Tiñosa (1570 m) y Bermejo (1476 m), y la Rute, con el pico Sierra Alta (1326 m).
  - Pasillo de Las Lagunillas o del Salado: Su altitud es inferior a 1000 m.
  - Sierra de Albayate (1301 m) y la Loma de las Ventanas (839 m).
- La depresión Priego de Córdoba-Alcaudete, donde se encuentran los valles del río Zagrilla, el río Salado de Priego (Priego de Córdoba), y el río Caicena (Almedinilla) entre los que aparecen algunas sierras de escasa altitud (Sierra de Leones, de Los Pechos, y de Los Judíos.
- El piedemonte occidental, prácticamente llano, solo interrumpido por la Sierra de Aras, la Loma del Mortero y el río Genil, que cruza el sur de la provincia, atravesando tierras de Iznájar y Palenciana.[2]

## Geología
Las sierras Subbéticas cordobesas forman parte del Subbético Externo, dentro de las cordilleras Béticas. Aparecen una superposición de mantos de corrimiento o cabalgamientos de pliegues alóctonos.
Podemos dividirlas en dos dominios: la unidad de Cabra (al norte) y la unidad de Baena o Carcabuey (al sur).
Las rocas más abundantes son las calizas masivas, con tramos delgados de dolomías, calizas margosas, margas, margocalizas, finalizando la serie estratigráfica con margas blandas del Cretácico. Se formaron a partir de materiales sedimentarios depositados en el Mar de Thetys durante el Mesozoico. La zona estuvo sucesivamente emergida (Triásico) y sumergida (Jurásico) para volver a emerger en el Cenozoico.
Los plegamientos y posteriormente los cabalgamientos tuvieron lugar durante el Oligoceno y Mioceno. Desde entonces predomina la erosión que ha gobernado el modelado posterior de estos materiales, de tipo kárstico, dando lugar a lapiaces (Lapiaz de los Lanchares, de los Hoyones y de la Cueva de los Murciélagos); dolinas (dolina de Los Hoyones); uvalas y poljes (poljé de La Nava); simas (sima de Cabra); cañones (Río La Hoz); cuevas (Los Murciélagos y el Ángel); y fuentes vauclusianas (Fuente del Río en Cabra y Fuente del Rey en Priego de Córdoba).
Son frecuentes la aparición de fósiles de bivalvos, ammonoideos (ammonites), belemnites, nautiloideos, etc.
Sierras Subbéticas están afectadas por el acortamiento relacionado con la convergencia de 5 mm/año NNO-SSE de las placas de Nubia y Eurasia. En esta región, la Cordillera Bética Central muestra una extensión regional ENE-WSW. Los resultados derivados de un estudio geodésico publicado en 2023 indican que la tasa de extensión total a lo largo de la Cordillera Bética Central es de 2,0 ± 0,3 mm/año. La extensión se da en las partes oriental (0,8 ± 0,3 mm/año en la Cuenca de Guadix-Baza) y occidental (1,3 ± 0,3 mm/año en la Cuenca de Granada) de la Cordillera Bética Central.

## Hidrografía
En las Sierras Subbéticas existen algunos cursos de agua que son afluentes y subafluentes de los ríos Genil y Guadajoz. Precisamente, la comarca Subbética está comprendida entre estos los ríos Guadajoz, al norte, y Genil, al sur.
Debido a la permeabilidad de las rocas calizas, no son frecuentes en las sierras pues el agua de superficie se infiltra y discurren subterráneamente, aflorando en la periferia de estas sierras en forma de manantiales y fuentes: Fuente Marbella, Fuente Aljama, Fuente del Río, Fuente de las Piedras, etc.
Existen dos embalses: el de Malpasillo y el de Iznájar. Este último es un embalse de regulación, de gran tamaño que a veces recibe el nombre de "Lago de Andalucía" a pesar de su carácter artificial.

## Clima
Es mediterráneo continental, de influencia atlántica. Las precipitaciones son irregulares en invierno y muy escasas en verano. Las temperaturas medias oscilan entre 9 °C (invierno) y 29,5 °C (verano).